# Marie-France Vouilloz Burnier

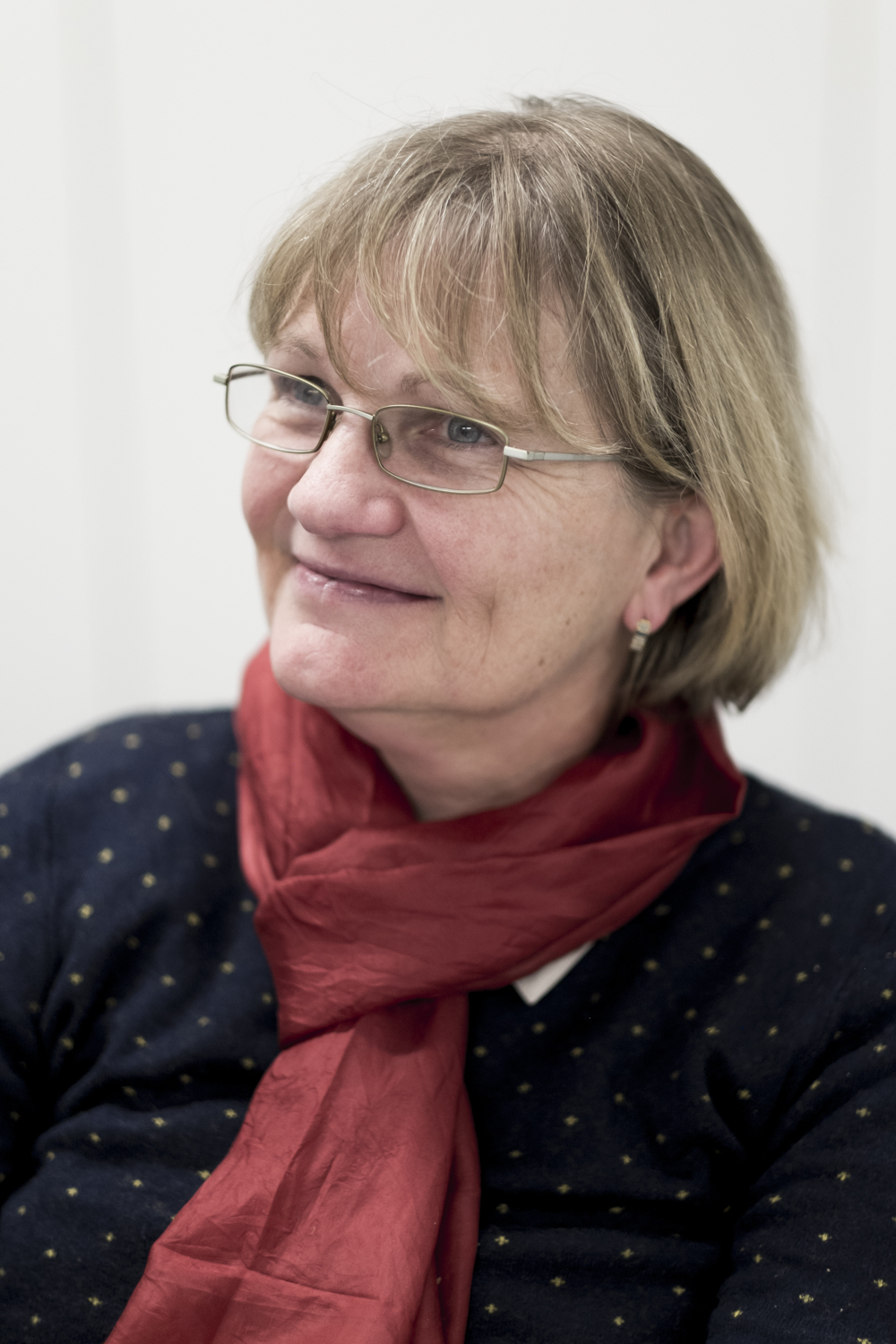
Marie-France Vouilloz Burnier (2015)

Marie-France Vouilloz Burnier (* 1957 in Martigny) ist eine Schweizer Historikerin, die vorwiegend pädagogische, soziale und interkulturelle Aspekte und die Gesundheits- und Frauengeschichte untersucht.

## Leben
Marie-France Vouilloz wurde 1957 in Martigny im Kanton Wallis geboren. Sie studierte an der Universität Genf Erziehungswissenschaft und Psychologie und promovierte 1993. Seit 1988 arbeitete sie beim Office de recherche et de documentation pédagogique in Sitten. Sie betreute die Redaktion der Walliser Lehrer- und Lehrerinnenzeitschrift Résonance. Von 1992 bis 2002 hatte sie einen Lehrauftrag an der École d'études sociales et pédagogiques in Lausanne im Kanton Waadt. Sie ist verheiratet und hat zwei Töchter.
In ihrer wissenschaftlichen Forschung untersucht sie seit 1979 vorwiegend die Gesundheitspolitik, die Geschichte der Mutterschaft und besonders des Hebammenwesens sowie Fragen der Rechtsgeschichte.
Marie-France Vouilloz Burnier ist Sekretärin der Walliser Stiftung Via Mulieris, die 2014 gegründet wurde, um die Frauengeschichte des Kantons Wallis besser zu untersuchen. Für diese Stiftung organisierte sie 2017 zusammen mit der Société d'Histoire du Valais Romand das erste wissenschaftliche Kolloquium zur Geschichte der Walliser Frauen. Für den Verein Société Patrimoine Hérémence publizierte sie Arbeiten zum Alltagsleben im Walliser Seitental Val des Dix während der Bauzeit der Staudämme Dixence (1929–1935) und Grande Dixence (1951–1965). In mehreren Werken stellte sie die Geschichte des öffentlichen Gesundheitswesen im Wallis dar. Diesem Thema und der Frauengeschichte waren auch Videoprojekte mit ihrer Beteiligung gewidmet.
Sie erhielt 1994 für ihre Dissertation L’Accouchement entre tradition et modernité den Preis Henry-E. Siegrist der Schweizerischen Gesellschaft für Medizingeschichte, und 2019 widmete ihr die Gemeinde Hérémence die Auszeichnung Coup de coeur.

## Schriften (Auswahl)
- Rapport sur l’historique de la formation des infirmières à Chantepierre. Institut d’histoire de la médecine. Lausanne 1995.
- La formation des sages-femmes au XIX siècle. L’exemple du Valais. In: Bulletin d’histoire économique et sociale du Centre Pierre Léon, 1995, S. 21–34.
- L’infanticide devant les tribunaux valaisans du XIX siècle. In: Annales valaisannes, 1997, S. 81–129.
- L’infanticide entre médecins et magistrats. Une histoire des femmes valaisannes au XIX siècle. In: Frédéric Chauvaud, Jacques-Guy Petit: L’histoire contemporaine et les usages des archives judiciaires (1800–1939). Champion. Paris 1998, S. 437–450.
- La maternité. Un enjeu historique. In: Petite enfance, 73, 2000, S. 4–8.
- L'identité féminine dans le discours médical sur la formation des sages-femmes valaisannes. In: Anne-Lise Head-König, Liliane Mottu-Weber: Les femmes dans la société européenne. Cahiers de la Société d'histoire et d'archéologie de Genève, Genf 2000, S. 139–148.
- Santé publique, goitre et eaux thermales. Le Valais au XIX siècle. In: Jean-Claude Pont, Jan Lacki: Une cordée originale. Histoire des relations entre science et montagne. Genf 2000, S. 945–952.
- mit Barbara Guntern Anthamatten: Valaisannes d’hier et d'aujourd’hui. La longue marche vers l’égalité. Monographic und Rotten Verlag. Siders, Visp 2003. (Darin: Edmée Buclin-Favre, S. 199–203)
- mit V. Barras: De l’hospice au Réseau santé. Santé publique et systèmes hospitaliers valaisans, XIX et XX siècles. Monographic. Siders 2004.
- Marie-France Vouilloz Burnier: Geburt. In: Historisches Lexikon der Schweiz., 2005.
- Marie-France Vouilloz Burnier: Hebammen. In: Historisches Lexikon der Schweiz., 2005.
- Le financement des hôpitaux valaisans au XXe siècle. Die Finanzierung der Walliser Spitäler im 20. Jahrhundert. Cahiers de Vallesia, 14, Sitten 2006.
- À l’ombre de la Dixence. Vie quotidienne des femmes dans l’arc alpin. Monographic. Siders 2009.[6]
- Das Zentralinstitut der Walliser Spitäler. Geschichte einer innovativen Vision und eines Erfolgs der Gesundheitsplanung. Dreissig Jahre ZIWS. Sitten 2009.
- mit Jérôme Debons: 1963, Typhus in Zermatt. Eine regionale Epidemie mit internationalen Folgen. Rotten Verlag. Visp 2010.
- Les femmes d’Hérémence et le développement socio-économique d’un vallée alpine. In: Donne e lavoro, 2010, S. 246–263.
- Histoire(s) de la santé en Valais, 1815–2015. Sitten 2015.
- La naissance, un enjeu de société. In: L’enfant en Valais 1815–2015. (Annales Valaisannes, 2016), Band 2, S. 9–17.
- L’orphelinat cantonal des filles. Une institution éducative et religieuse à Vérolliez. In: Annales Valaisannes, 2016, Band 2, S. 263–281.
- Le secours aux mères célibataires et à leurs enfants. In: L’histoire des femmes en Valais 1815–2015. (Annales Valaisannes, 2017), S. 89–106.
- Générations Barrages. La place des hommes dans les sociétés alpines au XXe siècle. Monographic. Siders 2019.